# Ziethen (Barnim)
Ziethen település Németországban, azon belül Brandenburgban. Lakosainak száma 441 fő (2023. december 31.).

## Népesség
A település népességének változása:
| Lakosok száma | 443  | 450  | 456  | 446  | 441  |
|               | 2017 | 2019 | 2021 | 2022 | 2023 |